# Gnetum paniculatum
Gnetum paniculatum Spruce ex Benth. – gatunek rośliny z rodziny gniotowatych (Gnetaceae Blume). Występuje naturalnie w Wenezueli, Gujanie, Gujanie Francuskiej oraz Brazylii. 

## Morfologia
PokrójWiecznie zielone, zdrewniałe liany.
LiścieMają kształt od podłużnego do eliptycznego. Mierzą 17 cm długości i 8 cm szerokości. Są niemal skórzaste. Blaszka liściowa jest o rozwartej nasadzie i wierzchołku od ostrego do spiczastego.
NasionaJako roślina nagonasienna nie wykształca owoców. Nasiona mają kształt od elipsoidalnego do jajowatego i czerwonopomarańczową barwę, osiągają 50 mm długości.

## Biologia i ekologia
Rośnie w wiecznie zielonych lasach, na terenach nizinnych.